# 宮城県道128号名取停車場線

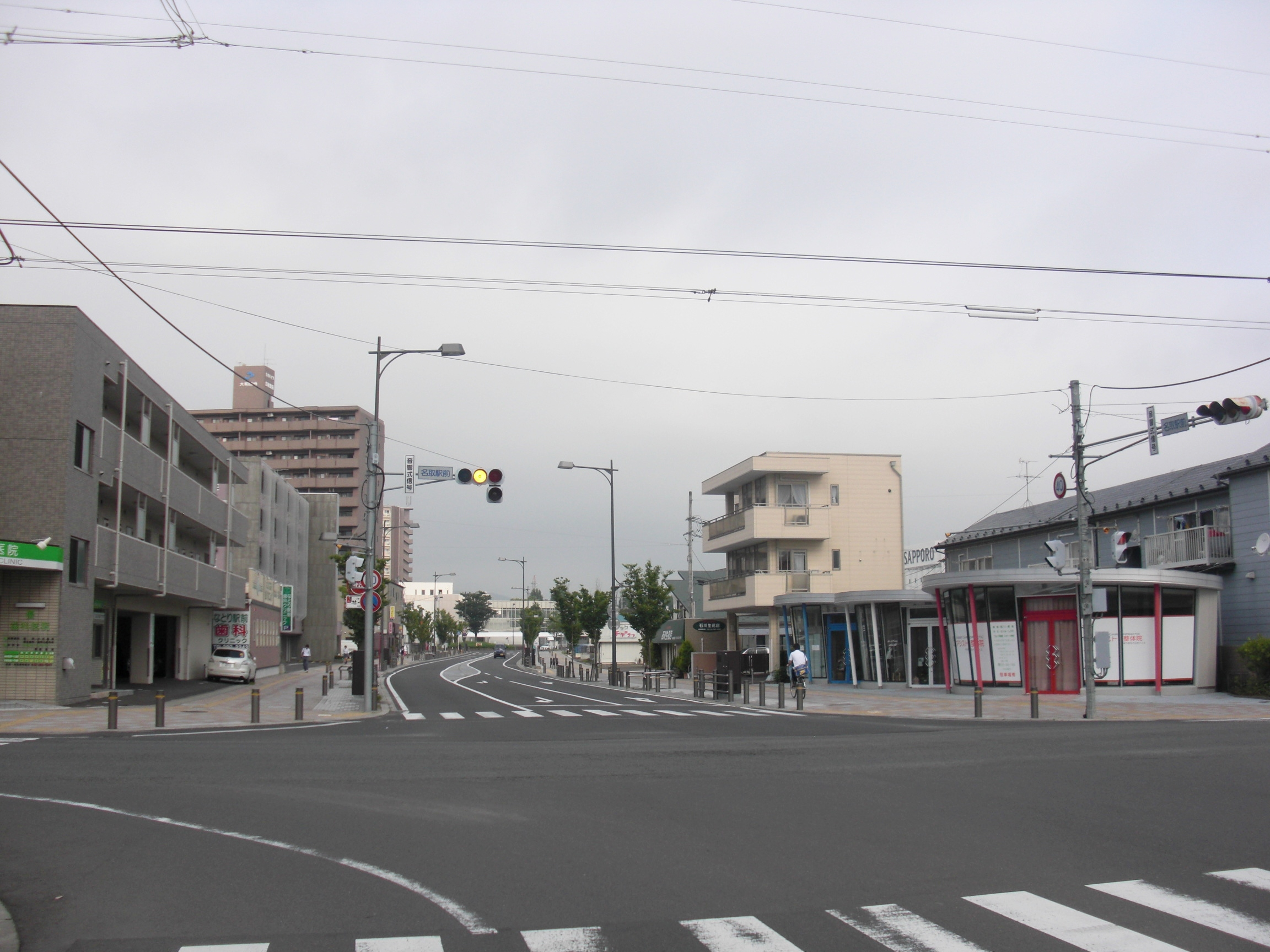
全景（終点から起点方向を撮影）

宮城県道128号名取停車場線（みやぎけんどう128ごう なとりていしゃじょうせん）は、宮城県名取市の東日本旅客鉄道名取駅と旧道の国道4号を結ぶ一般県道である。

## 路線概要
- 起点：名取駅
- 終点：宮城県名取市増田（交差点＝県道273号仙台名取線交点）
- 実延長：224m

## 地理

### 通過する自治体
- 名取市

### 接続する道路
- 宮城県道273号仙台名取線（旧・国道4号）（名取市）
- 宮城県道129号閖上港線 （名取市）

## 路線状況

### 利用状況
交通量
| 地点             | 平日12時間        | 平日24時間        |
| 地点             | 2005年度⇒2010年度 | 2005年度⇒2010年度 |
| 名取市増田四丁目 | 11,516台⇒3,115台  | 15,086台⇒4,018台  |